# Роколь, Жан-Батист
Жан-Батист Роколь (фр. Jean Baptiste de Rocoles), (1620, Безье — 1696, Тулуза) — французский историк.
Курфюрст Фридрих Вильгельм пригласил Роколя в 1673 году в Берлин и назначил его придворным летописцем. Роколь работал над историей бранденбургских курфюрстов из дома Гогенцоллернов, оставшейся незавершённой после смерти летописца Мартина Шоока в 1668 году. 

## Сочинения
- «Introduction générale à l'histoire» (1662, много изданий)
- «Introduction à l'histoire sainte» (1672)
- «Abrégé de l'histoire d'Allemagne» (1679)
- «Histoire générale du calvinisme» (1683)
- «О замечательнейших обманщиках» (Les imposteurs insignes, Амстердам, 1683)
- «La Vie Du Sultan Gemes, Frère unique de Bajazet II. du nom Empereur des Turcs», 1683
- «Ziska, le redoutable aveugle» (1685)